# Alexander Albon
Alexander Albon Ansusinha, tajsko-britanski dirkač, * 23. marec 1996, London, Anglija, Združeno kraljestvo.

## Dirkaška kariera
Albon je v kartingu dirkal med letoma 2006 in 2011. Leta 2008 je kot 12-letnik postal varovanec moštva Formule 1 Red Bull Racing.
Leta 2012 je prvič nastopal v seriji Formula Renault 2.0, ko se je z moštvom EPIC Racing udeleževal dirk v evropskem in alpskem kupu. V evropskem kupu je sezono končal brez osvojene točke kot 38. od 49 dirkačev. Nato je prestopil k moštvu KTR, s katerim se je v letih 2013 in 2014 udeleževal dirk v evropskem in severnoevropskem kupu Formule Renault 2.0. Na koncu sezone 2014 je zasedel tretje mesto v skupnem seštevku evropskega kupa, kljub temu, da ni dosegel nobene zmage. Leta 2015 je z moštvom Signature dirkal v evropskem prvenstvu Formule 3 in osvojil sedmo mesto v skupnem seštevku dirkaškega prvenstva. 
V sezoni 2016 je prestopil k moštvu ART Grand Prix in nastopal v seriji GP3 kot moštveni kolega Charlesa Leclerca. Dosegel je štiri zmage in drugo mesto v skupnem seštevku dirkaškega prvenstva, medtem ko je Leclerc osvojil naslov dirkaškega prvaka. Z moštvom ART Grand Prix je v sezoni 2017 debitiral v Formuli 2, kjer je na koncu zasedel šele deseto mesto v skupnem seštevku dirkaškega prvenstva. Nato je v sezoni 2018 prestopil k moštvu DAMS, s katerim je dosegel štiri zmage in še štiri uvrstitve na stopničke, s čimer je leto končal na tretjem mestu v skupnem seštevku dirkaškega prvenstva.
V sezoni 2019 je debitiral v Formuli 1 kot moštveni kolega Daniila Kvjata pri Scuderii Toro Rosso, kjer je nastopil na 12 dirkah in dosegel najboljšo uvrstitev, ko je na Veliki nagradi Nemčije zasedel šesto mesto. Pred trinajsto dirko sezone za Veliko nagrado Belgije je pri Red Bullu kot moštveni kolega Maxa Verstappna nadomestil Pierra Gaslyja, ki je bil vrnjen v Toro Rosso. Pri Red Bullu je Albon do konca sezone na devetih dirkah osemkrat osvajal točke, večinoma z uvrstitvami na peto ali šesto mesto, medtem ko je najboljši rezultat dosegel s četrtim mestom na Veliki nagradi Japonske. Pri obeh moštvih je tega leta osvojil 92 točk, s čimer je zasedel osmo mesto v skupnem seštevku dirkaškega prvenstva.
V sezoni 2020 je nadaljeval dirkati pri Red Bullu. Na 17 dirkah se je dvanajstkrat uvrščal med dobitnike točk ter je na koncu sezone s 105 točkami zasedel sedmo mesto v skupnem seštevku dirkaškega prvenstva. Najboljša rezultata je dosegel, ko se je na Velikih nagradah Toskane in Bahrajna uvrstil na tretje mesto. S tem je postal prvi tajski dirkač, ki se je v Formuli 1 povzpel na stopničke. V sezoni 2021 je izgubil sedež stalnega dirkača in ostal pri Red Bullu kot testni in nadomestni dirkač, potem ko so v moštvo pripeljali Sergia Péreza.
Albon je leta 2021 tudi dirkal na 14 od 16 preizkušenj v nemškem prvenstvu turnih avtomobilov DTM, kjer je nastopal s Ferrarijevim dirkalnikom pri italijanskem moštvu AF Corse, ki ga je podpiralo podjetje Red Bull. Z eno zmago in še tremi uvrstitvami na stopničke je dosegel šesto mesto v skupnem seštevku dirkaškega prvenstva.
8. septembra 2021 je bilo oznanjeno, da se bo v sezoni 2022 vrnil v Formulo 1 kot stalni dirkač pri moštvu Williams Racing in kot moštveni kolega Nicholasa Latifija nadomestil Georgea Russlla po njegovem prestopu k Mercedesu. Prvo točko z Williamsom je osvojil, ko je zasedel deseto mesto na tretji dirki sezone za Veliko nagrado Avstralije, medtem ko je na peti dirki sezone v Miamiju dosegel deveto mesto in dve točki. 3. avgusta 2022 je bilo sporočeno, da je Albon podpisal novo večletno pogodbo z Williamsom.
Na prvi dirki sezone 2023 za Veliko nagrado Bahrajna je dosegel deseto mesto in eno točko. Svoj doslej najboljši rezultat pri moštvu Williams je dosegel z drugo uvrstitvijo med dobitnike točk v sezoni 2023, ko je na Veliki nagradi Kanade osvojil sedmo mesto.

## Zasebno življenje
Albon je odrastel v Angliji. Rojen je bil v Londonu, šolal pa se je v Ipswichu. Oče mu je nekdanji britanski dirkač Nigel Albon, ki je nastopal večinoma v prvenstvih turnih avtomobilov, medtem ko mu je bila mati rojena na Tajskem. Albon ima državljanstvo tako Velike Britanije kot Tajske, a dirka pod zastavo Tajske, s čimer je skoraj 70 let po nastopih Princa Bire postal šele drugi tajski dirkač v zgodovini Formule 1.